# 118e régiment d'infanterie territoriale
Pour les articles homonymes, voir 118e régiment.
Le 118e régiment d'infanterie territoriale (118e RIT) est un régiment d'infanterie de l'armée de terre française qui a participé à la Première Guerre mondiale.

## Création et différentes dénominations
- 19 mars 1875 : le régiment reçoit son numéro[1]
- août 1914 : formation à la mobilisation
- 4 mars 1918 : dissolution

#### Affectations

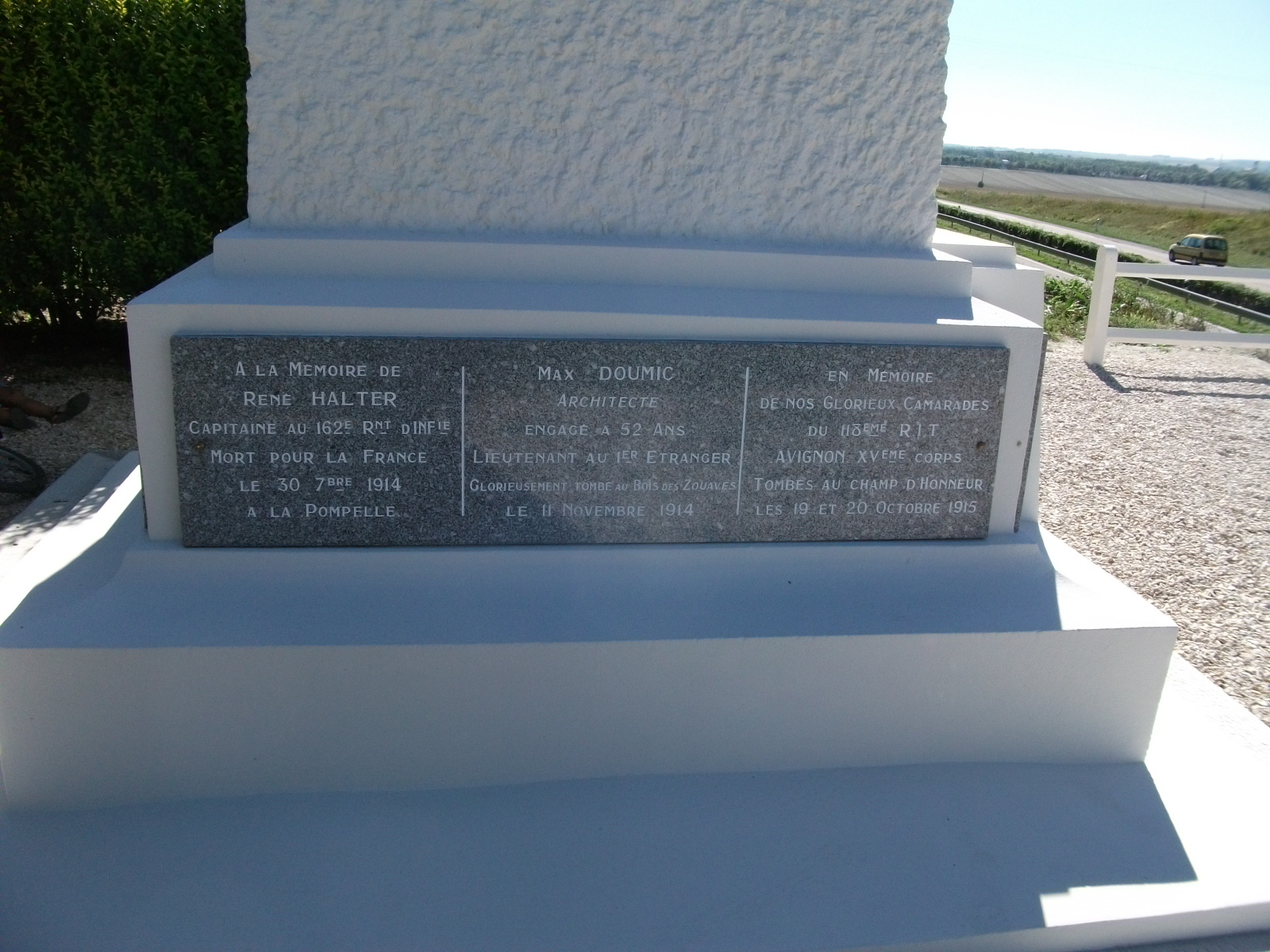
Plaque commémorative au Fort de la Pompelle.

## Historique des opérations du118eRIT

### Première Guerre mondiale

#### 1914
Mobilisation à Avignon entre le 2 et 5 août 1914.

#### 1918
La dissolution du régiment a lieu le 4 mars 1918.

## Drapeau
Il porte, cousues en lettres d'or dans ses plis, les inscriptions suivantes :
- Champagne 1914-1915
- Verdun 1917

## Personnages célèbres ayant servi au118eRIT
- Max Doumic, architecte, engagé volontaire durant la Première Guerre mondiale à 52 ans.
- Adjudant Firmin Touche (de) (Avignon, 25 juillet 1875 – 1957), professeur au conservatoire de Paris, violon solo de l’Opéra de Paris (1914-1929) et des Concerts Colonne (mobilisé de 1916 à 1918)[4],[5]